# Hesse rhénane et Palatinat (district)
Le district de Hesse rhénane et Palatinat (en allemand : Regierungsbezirk Rheinhessen-Pfalz) est un ancien district (1968-1999) de Rhénanie-Palatinat.
Son chef-lieu était Neustadt an der Weinstraße.